# Смит, Пол (мультипликатор)
Пол Дж. Смит (родился 15 марта 1906 — умер 17 ноября 1980) — американский аниматор и режиссёр, брат аниматора Фрэнка Смита и дядя актёра и режиссёра Чарльза Мартина Смита.
На протяжении большей части своей карьеры Смит работал на студии Уолтера Лэнца: сначала в качестве аниматора, затем в качестве режиссёра. Также работал в мультипликационной студии Warner Bros.
К 1955 году Смит работал в качестве основного режиссёра короткометражных мультфильмов Вуди Вудпекера и периодически участвовал в создании короткометражек в сотрудничестве с Александром Лови, Джеком Ханна и Сидом Маркусом. В качестве режиссёра сериала о Вуди Вудпекере смог сохранить безудержную энергию оригинала, в то время как сама анимация была упрощена из-за бюджетных ограничений.
К концу 1960-х годов Смит стал единственным директором студии Лэнца: мультсериал Вуди Вудпекер, Чилли-Вилли и Семейный альбом Барри. Работал с Лэнцом вплоть до закрытия студии в 1972 году.
Умер в Ван Найсе, штат Калифорния, 17 ноября 1980 года.